# Smurk Carter
«Smurk Carter» — провідний і єдиний сингл американського репера Lil Durk із шостої компіляції лейблу Only the Family Nightmares in the Trenches, виданий 10 листопада 2023 р.

## Опис
За кілька днів до виходу пісні виконавець презентував її серед інших треків на заході Sirius XM + Pandora Playback в Атланті. За словами Дерка, на створення пісні його надихнули репери Lil Wayne та Jay-Z. Назва композиції посилається на прізвище Вейна — Картер. На обкладинці зображено Дерка, який на своєму лиці має знакові Вейнові татуювання на обличчі.
Пісня починається з промови Роберта Шиппа про другий шанс у житті. Чоловіка із Чикаго засудили до довічного ув'язнення за нібито участь у наркозмові, проте він виправився й вийшов на волю через десятиліття. Дерк використовує флоу, схожий на класичний стиль Вейна, й читає реп про вуличне життя.

## Відеокліп
Прем'єра сталася того ж дня, що й пісня, 10 листопада 2023 року. Режисер: Jerry Production. Кліп починається з появи Шиппа, який виголошує свій монолог. У відео можна побачити Дерка та його команду в різних локаціях. Кліп містить численні посилання на ранню кар'єру Вейна, головним чином на його кліп «Hustler Musik» (Дерк має те саме вбрання BAPE). Відтворено кілька сцен на даху. Також є посилання на відео Вейна «Tha Block Is Hot».

## Чартові позиції
| Чарт (2023)                             | Найвища позиція |
| --------------------------------------- | --------------- |
| США (Billboard Hot 100)                 | 95              |
| США (Hot R&B/Hip-Hop Songs) (Billboard) | 24              |